# БПЛ Неурон
БПЛ Неурон (енгл. UAV Neuron, стилизовано као UAV nEUROn — БПЛ нЕУРОн) је европска, експериментална, борбена беспилотна летелица (БПЛ), умањене уочљивости на принципу аеродинамичке шеме „летеће крило“. Носилац развоја ове летелице је фирма Дасо авиони. Аеродинамичка шема је слична примењеној на бомбардеру B-2 спирит.
Макета, прве верзије Авион Неурон, приказана је на Париском салону авиона 2005. године, а друге двомоторне, 2007. године.
На БПЛ Неурон-у је примењена технологија смањене уочљивости у току лета (стелт, енгл. Stealth).
Циљеви демонстрације су да се докаже:
- покретање примене аутоматизованог система управљања мисијама ваздух-земља, у трајању до 100 минута, на удаљености до 100 km, од базе операција;
- развој летеће платформе смањене упочљивости, у домену радарског и топлотног одраза;
- могућност ношења оружја (2 x ласерски вођене бомбе од по 250 kg и друге опције, у оквиру те тежине и габарита), у унутрашњем „бункеру“ и могућност брзе његове употребе.

Кроз овај програм, је доказивана концепција управљања борбеном BPL, величине и технологије борбених авиона, обезбеђујући висок ниво поузданости. Дакле, десетак нових технологија мора бити развијено на овом програму:
- технологије за смањење уочљивости (један недостајући део);
- беспилотно полетање и слетање и
- укључивање у ваздушни саобраћај.

Да би истражили алтернативу за појединачну употребу ловачког авиона у 2025. години, са посадом, развијен је Неурон под окриљем Делегације за опште наоружање (фр. Délégation Générale pour l'Armement) (DGA), Европске алијансе. Укључени су француски Дасо авиони (главни извођач радова) и Талес, шведски Саб, грчки EAB, шпански EADS CASA, италијански Алениа авиони и швајцарски RUAG.
Први лет је изведен 1. децембар 2012. године. Испитује се у лету, у трајању од 2 године, у Француској, Шведској и Италији.
Планирани буџет за развој летелице је 400 милиона евра. Предрачунска вредност једне серијске летелице је 25 милиона евра.

## Очекивани ефекти реализације
Програм Неурон важан за Европу са аспекта:
- Праћења напредка и даљег развоја ваздухопловне технологије у специјализованим европским компанијама, учесницама у пројектима успешних ловачких авиона Рафала, Јурофајтера и Грипена. Са програмом Неурон, очуваће се кондиција стручног кадра, у временском међупростору, од завршених послова на развоју и производњи садашњих ловачких авиона, до нових пете и шесте генерације, у Европи. Ови садашњи, успешни авиони се неће замењивати све до 2030. године.
- Истраживања и доказа напредне технологије, која ће бити потребна до периода 2015. године, за почетак пројектовања нове генерације борбених авиона.
- Уходавања европских ресурса у интегрисаном раду, у домену високих технологија, као и успостављање тимова за вођење развоја и производње наредних генерација борбених авиона.[1][2]

Неурон је експериментална беспилотна летелица (БПЛ). Намењен је да буде платформа за развој и процену будућих врхунских технологија. Као што су напредна и отпорна авионска електроника, аутономија лета, технологије које умањују откривање и детекцију, борбена способност и прилагођавање системима глобалних одбрамбених решења. Постигнути ниво спремности технологија, користиће се за будућа решења нове генерације беспилотних летелица.
Развој BPL неурон води француска компанија Дасо авиони. Варијанта, добијена у досадашњим фазама развоја, са „летећим крилом“, смањеном уочљивости, представља концепцију решења летелице, без репних површина.
Неурон је еволуирао у варијанту с два мотора, по узору на изглед америчког бомбардера B-2. То је напредније решење, у односу на претходну скромнију једномоторну варијанту, приказану на ранијем Париском салону авиона 2005. године. Досадашњи резултати, на томе програму су плод европске кооперације француских, шпанских, италијанских, шведских, грчких и швајцарских фирми. Очекује се укључење у сарадњу и неких других чланица Европске уније. Француска је покренула овај програм 2003. године, остали учесници су се касније придружили. Уједињено Краљевство се није придружила пошто је већ укључена у сличне програме са Американцимаа, а Немачка није због рестрикције свога буџета.
У функцији демонстратора технологија, произвешће се Неурон у мањем броју примерака. На њима ће се реализовати оперативна и технолошка истраживања нових концепција и намена будућих генерација БПЛ смањене уочљивости, што ће бити основа за дефинисање стандарда за производњу оваквих летелица у временском периоду од 2020. до 2025. године. Према досадашњем плану, Неурон ће се испитивати у лету почетком друге деценије овог века, на простору Француске, Италије и Шведске. Основни је циљ да се са платформом БПЛ неурон истраже и постигну ефекти:
- Дежурства у ваздушном простору, у трајању до 100 минута, на већим удаљеностима од базе од 100 km. Да се при томе ефикасно интегрише у глобалну аутоматизовану мрежу извиђања, јављања и обавештавања и борбених дејстава.
- Минимизирања радарских и топлотних одраза летелице на даваче (сензоре) са земље и с других летелица.
- Носивости двеју, ласерски вођених, бомби масе до 250 kg и способности успешног борбеног дејства на циљу.[1][4]

## Учесници
Програм води Француска фирма Дасо авиони. Од укупних трошкова, 50% сносе Французи, а преосталих 50% међусобно деле остале државе учеснице.
| Земље и њихове фирме које учествују у програму НЕУРОН-а.            | Земље и њихове фирме које учествују у програму НЕУРОН-а.             |
| Француска: Дасо авиони, Талес                                       | Неурон, изложен у салону авиона у Буржеу 2013. године, крај Париза . |
| ------------------------------------------------------------------- | -------------------------------------------------------------------- |
| Италија Алениа авиони                                               | Неурон, изложен у салону авиона у Буржеу 2013. године, крај Париза . |
| Шпанија EADS CASA                                                   | Неурон, изложен у салону авиона у Буржеу 2013. године, крај Париза . |
| Шведска Саб                                                         | Неурон, изложен у салону авиона у Буржеу 2013. године, крај Париза . |
| Грчка EAB                                                           | Неурон, изложен у салону авиона у Буржеу 2013. године, крај Париза . |
| Швајцарска RUAG                                                     | Неурон, изложен у салону авиона у Буржеу 2013. године, крај Париза . |
|                                                                     |                                                                      |
| Неурон, изложен у салону авиона у Буржеу 2013. године, крај Париза. |                                                                      |

## Опис и развој
Неурон ће бити знатно већи и напреднији од других познатих БПЛ, као што су нпр предатор. Биће контабилан са системима, са којима ће се интегрисати у садејство с борбеним авионима и са системима извиђања, обавештавања и јављања, у оквиру против ваздухопловне одбране и подршке копнене војске и морнарице.
На Неурону, као демонстратору напредних технологија, интегрисаће се и доказати тренутно постојеће најсавременије свемирске и ваздухопловне технологије у оквиру европске индустрије.
Главни технолошки изазови су у областима аеродинамике, композитних структура, унутрашње интеграције оружја, аутоматизације, информатичке технологије, вештачке интелигенције и веће отпорности (робусности) електронских система, посебно сензора.
Илустрације, изјаве и штури подаци, које је конзорцијум коопераната пустио у јавност, указују на то да је Неурон замишљен као такмичарски програм са америчким J-UCAS, X-45C и X-47B. Произилази да се са својим димензијама, масом и с нивоом потиска погона Неурон уврштава међу летелице, реда величина, авиона Миража 2000.
Идеја и развој БПЛ неурон, одвијали су се постепено, у корацима, још од 1999. године, па све до тренутно важећег стандарда. Концепција је прошла детаљна аеродинамичка испитивања у аеротунелима. Следеће године је направљен модел, размаха крила од 2 m и масе од 50 kg. Тај модел је управљан помоћу радио сигнала, у визуелном домету (радио вођење), с малим брзинама лета. Модел је први пут полетео 18. јула 2000. године. Интензитет радарског и топлотног одраза, овог модела, је испитан у септембру 2003. године. Потпуно аутоматизовани и аутономни лет, са свим фазама полетања, поравњања, маневрисања, слетања и кочења, са моделом изведен је у јулу 2008. године. Следећи корак је био испитивање већег модела, масе од 500 kg, који је с добијеним резултатима, омогућио прелазак на садашње стање развоја Неурона.
По изгледу из профила, Неурон асоцира на орла, с кљуном од кога се постепено линије утапају у аеродинамичан труп који се постепено утапа у крила без наглих закривљења. Уводник ваздуха је скривен и отпочиње на месту где се код авиона поставља ветробран кабине пилота. Тако концепиран усисник скрива лопатице компресора мотора од радарског одраза. У функцији смањења радарског одраза, преко укупног смањења рефлексних површина, изостављене су стабилизујуће површине хоризонталног и вертикалног репа. Стабилизација се, уместо с тим аеронамичким површинама, реализује преко система команди лета, то јест с пригушивачима и аутопилотима, око све три осе летелице.
Дужина Неурона је око 10 m, а распон крила око 12,5 m. Маса празног 4900 kg, а максимална је 6500 kg.
Садашња демонстрациона верзија Неурона, користи моторе Адур Mk.951 укупног потиска 40 dN, с авиона Јагуар. У будућности се планира прелазак на један мотор М88 од 75 dN потиска, који се користи на авиону Рафал.
Услов је за сву примењену опрему да има смањени електронски, радарски и топлотни одраз за откривање (детектовање) с непријатељским сензорима (давачима).
Неурон је подзвучна летелица с опсегом брзина лета, израженим преко Маховог броја, од М = 0,3 - 0,8.
Архитектура, са сложеним линијама просторног постепеног преласка трупа у крила Неурона, је изводљива у реализацији с компјутерским пројектовањем, а у производњи с композитном структуром, користећи одговарајуће алате. У Дасо авиони су, кроз програм Рафала, максимално освојили савремене технологије композита и за склопове структуре најсложенијег облика.
Произилази да структура Неурона вишеструко умањује радарски и топлотни одраз са:
- применом композитних материјала, који не рефлектује радарске зраке,
- минимизацијом рефлексних површина,
- подешеним прелазима између површина и
- скривеношћу бомби (у бункерима), усисника ваздуха и издува мотора.[1][4][11]

### Опрема
БПЛ неурон има у своме садржају опремљености све што и најсавременији борбени авион (нпр Рафал) изузев кабине и опреме везане за интерфејс с пилотом (показивачки и управљачки системи).
БПЛ неурон има:
- Систем команди лета са свим подсистемима за прецизно и стабилно управљање.
- Модуларан и продуктиван рачунар мисије (задатка) с високим перформансама и софтвером у реалном времену.
- Давачки (сензорски) комплекс за потребе навигације и команди лета.
- Ласерски означивач циља.
- Земаљску управљачку станицу.[4][5][6]

### Управљање
БПЛ неурон има систем комади лета сличан као и савремени авиони, нпр Рафал. Сачињавју га извршни покретачи, аутопилот и пригушивачи око све три осе и интерфејс са слојем везе. Вештачку интелигенцију управљања, аутопилот и пригушиваче подржава рачунар високих перформанси, а мерење вектора стања кретања летелице обавља систем заштићених и прецизних давача (сензора).
Неуроном се управља директно са земље преко слоја везе, стандарда НАТО СТАНАГ 7885. Са овим слојем везе, летелици се шаљу подаци о мисији, a даље вештачка интелегенција уграђена у Неурон, преузима све управљачке радње за реализацију постављеног профила лета и циља. На делу извршавања основног задатка је једноставан меморисан профил лета, с директним и континуираним командама, што обезбеђује потпуну радио тишину, без додатних сигнала између Неурона и окружења. То је веома важно да непријатељ не би открио и хватао никакве сигнале у тој најдужој фази лета, што заједно с осталим особинама смањене уочљивости представља посебан квалитет Неурона.
Обезбеђена је још једна значајна могућност управљања, у тимском извршавању борбеног задатка, у садејству са савременим ловачким авионима Рафал и JAS 39 Грипен. Омогућено је да пилот ловачког авиона управља летом и извршавањем борбеног задатка Неурона.

### Наоружање
Као и све остале нове технологије и систем наоружања и начин његове употребе се демонстрира, истражује и доказује на Неурону за будућу примену на новим европским БПЛ, које ће се дефинисати и градити у наредној деценији. Неурон је прва летелица у Европи са смештајем бомби у унутрашњости змаја. Ово је решење важно за смањење радарског и топлотног одраза, а поред тога смањује и аеродинамички отпор. У овом сегменту је истраживање фокусирано на доказивање решења смештаја бомби у унутрашњи бункер. То изнуђује разрешење безбедности, транспорта из бункера при употреби, а и цео алгоритам борбене употребе бомби.
Наоружање се састоји од две бомбе од 250 kg масе, са ласерским вођењем.
Ласерско озрачење циља се може вршити с Неурона, с неке друге летелице или са земље.
На Неурону ће се испитивати интеграција и других врста интелигентног оружја.

### Подела активности реализације
Расподела одговорности за развој, интеграцију и испитивања Неурона је направљена између предузећа земаља учесница.

#### Француске фирме
- Дасо Авиони (Марсел авиони) је носилац програма Неурон. Стекли су значајно искуство на претходна два своја програма БПЛ а поготово на последњем борбеном авону Рафал. На програму Неурон имају највећи обим активности и одговарности:[5]
  - Носилац концепције и супервизор свих активности развоја, интеграције и испитивања.
  - Систем команди лета.
  - Финална монтажа летелице (финализатор).
  - Глобално испитивање (статичко, структуре и опште у лету)
- Талес је задужен за:[6][12]
  - слој везе STANAG 7085 и за компантабилност с њим и
  - управљачки интерфејс. Неурон

#### Шведске фирме
- Саб (Саб) је задужен за:[4]
  - пројектовање,
  - опремање трупа,
  - авиоелектронику,
  - горивни систем и
  - испитивање у лету.

#### Италијанске фирме
- Аеро Аленија (Аеро Аленија), задужена је за:[7]
  - систем наоружања,
  - интеграцију паметног оружја,
  - систем података о лету,
  - електро систем и
  - испитивање у лету.

#### Шпанске фирме
- EADS CASA (EADS CASA), задужена је за:[8]
  - крило,
  - земаљску командну станицу и
  - интеграцију слоја везе.

#### Грчке фирме
- EAB (EAB), задужена је за:[9]
  - завршни део трупа,
  - издувну цев и
  - лабораторијски сто за интегацију система.

#### Швајцарске фирме
- RUAG (RUAG), одговорна је за:[10]
  - аеродинамичка испитивања у аеротунелима и
  - транспортер за оружје (бомбе).